# زینت کرزی
زینت کرزی همسر رئیس‌جمهور پیشین افغانستان حامد کرزی و بانوی اول این کشور از سال ۲۰۰۱ تا ۲۰۱۴ بود. وی اصالتاً اهل شهر قندهار است که در این مدت در کابل و در ارگ ریاست‌جمهوری افغانستان به همراه همسر و فرزندانش
زندگی می‌کرد.

## زندگی شخصی

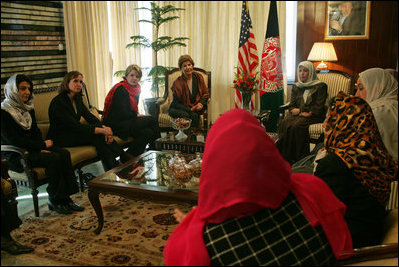
گفتگوی لورا بوش و زینت کرزی با زنان افغانستان. لورا بوش و دکتر زینت کرزی، همسر رئیس‌جمهور حامد کرزی، مارگارت اسپلگز وزیر معارف ایالات متحده، چپ دوم، و پل دوبریانسکی، معاون وزیر امور خارجه در امور جهانی، در چپ، با زنان افغان در مورد مسائل مربوط به حقوق زنان و آموزش صحبت می‌کنند. اقامتگاه ریاست جمهوری در کابل، افغانستان چهارشنبه ۳۰ مارس ۲۰۰۵

زینت کرزی زادهٔ ۱۹۷۰ میلادی و بزرگ شده در جنوب شهر قندهار است. او دختر یک خدمات کار اجتماعی است. زینت قریشی پس از اتمام دورهٔ دبیرستان خود به کابل مهاجرت کرد تا به دانشگاه کابل برود. وی از قوم پشتون است. در سال ۱۹۹۳ میلادی او و خانواده اش از جنگ داخلی کویته در بلوچستان پاکستان گریختند. زینت کرزی در حرفهٔ پزشکی زنان تخصص خود را گرفته‌است و پیش از ازدواج با حامد کرزی در بیمارستانی به مداوای پناهندگان افغانستان مقیم پاکستان مشغول می‌شود.